# Brasão de armas de Belize

Brasão Nacional de Belize

O brasão de Belize foi adotado depois da independência, e é só ligeiramente diferente do brasão usado quando Belize era una colônia britânica. A borda circular do escudo está formada por vinte e cinco folhas. Dentro deste círculo está uma árvore de caoba, diante da qual está um escudo. Dentro deste escudo estão as ferramentas de um lenhador nos quadrantes superiores, e um barco no quadrante inferior. Esses são símbolos da importância da caoba e de seu uso na construção de barcos. No brasão está apoiado por dois lenhadores de diversas raças. O que está à esquerda está sustentando um machado, enquanto que o que está à direita está sustentando um remo. Outra vez se representa a importância da caoba e sua importância para a construção de barcos. No fundo está o lema nacional em um pergaminho que diz "Sub umbra floreo" (Floresço à sombra). O escudo figura predominantemente na bandeira nacional.